# Asker SK (szachy)
Asker SK, pełna nazwa Asker Schakklubb – norweski klub szachowy z siedzibą w Asker.

## Historia
Klub został założony w 1922 roku, a jego pierwszym przewodniczącym został Kristian Bergheim. W 1925 roku Asker SK wspólnie z Bærum SS i Stabæk SK powołał Asker og Bærum Sjakkrets, który organizował lokalne rozgrywki klubowe. W 1926 roku odbyły się pierwsze mistrzostwa klubowe, które wygrał Edvard Ellingsen. Pod koniec lat 20. zwiększyła się popularność klubu. W latach 1929, 1931 i 1937 Asker wygrał rozgrywki okręgowe. W 1937 roku klub przegrał w pierwszej rundzie rozgrywek o mistrzostwo Norwegii z Oslo SS. W latach 1942–1945 klub nie prowadził działalności. Po wojnie występował w mistrzostwach Norwegii.
W 2001 roku klub zadebiutował w Pucharze Europy. Klub wygrał wówczas z Bray Chess Club, Randaberg SK i Dublin Chess Club, a przegrał z Alkaloidem Skopje, Slovanem Bratysława, Wieśninką Mińsk i AO Kydon Chania, zajmując w końcowej klasyfikacji 28. miejsce. W kolejnych latach klub regularnie uczestniczył w Pucharze Europy, łącznie startując w dziesięciu edycjach i kończąc rozgrywki najwyżej na 15. miejscu (2013). Zespół występuje ponadto w Eliteserien; w latach 2014–2015 zajmował trzecie miejsce w lidze.
Zawodnikami klubu byli m.in. Ante Brkić, Magnus Carlsen, Tiger Hillarp Persson, Alojzije Janković, Espen Lie, Kjetil Lie, Normunds Miezis, Berge Østenstad, Bjarke Sahl, Sheila Barth Sahl, Aryan Tari i Jonathan Tisdall.